# 合衆新能源汽車
合衆新能源汽車（Hozon Auto）は、中華人民共和国の自動車メーカー。哪吒汽車（Neta）のブランド名で新エネルギー車（NEV）の開発・販売を行う。

## 歴史

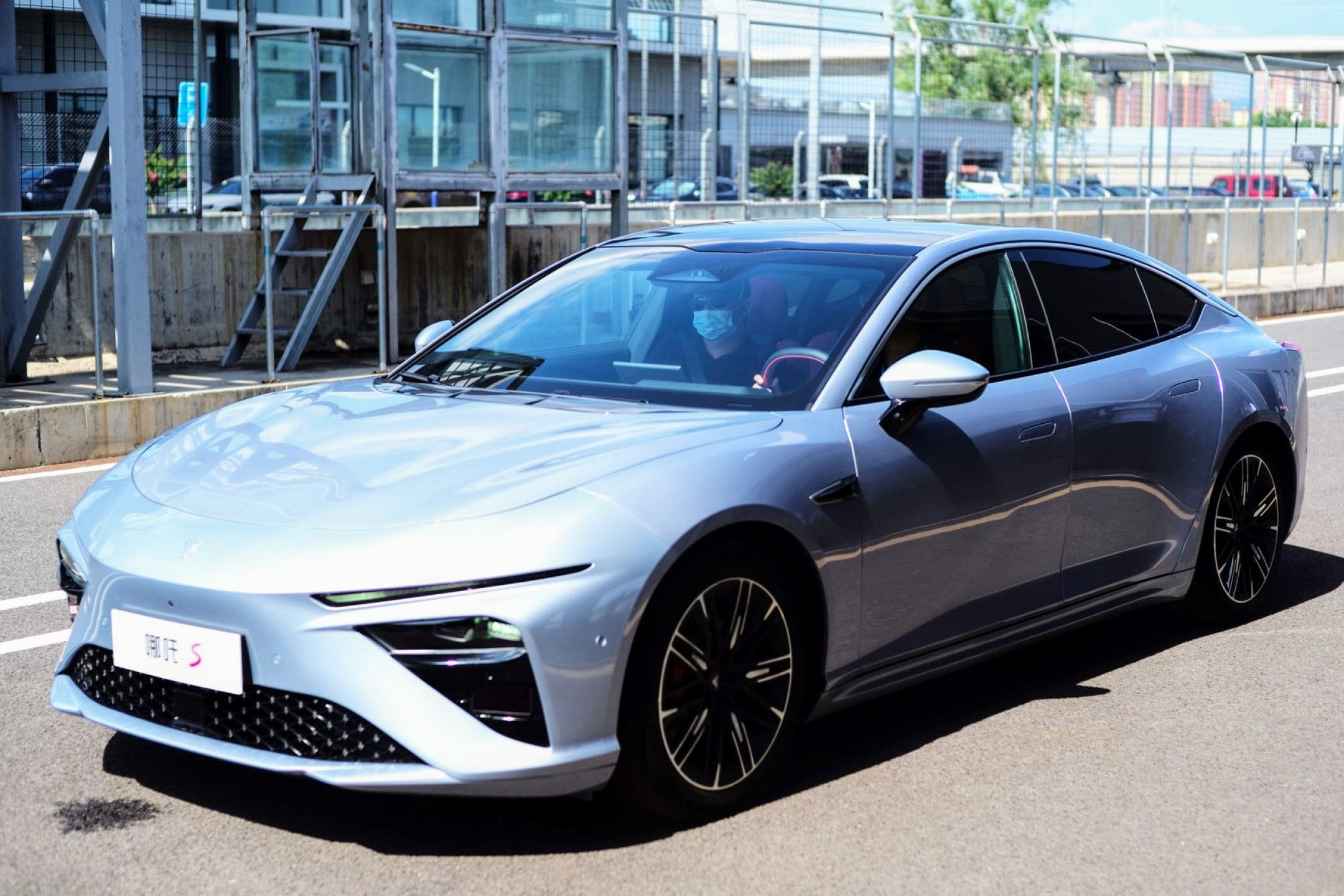
Neta S

2014年10月、浙江省で設立された。2018年5月に初のスマート工場を設立した。
2021年の納入販売台数は、中国のEV市場において小鵬汽車、理想汽車、上海蔚来汽車に次ぐ第4位であった。競合メーカーと比較すると、低価格帯の市場に焦点を当てている。
同社の2022年1月～11月の納車台数は14万4278台となり、新興EVメーカーとして初めて年間販売台数が15万台を超える見通しとなった。ブランド設立からの累計納車台数は24万255台で、10万台達成まで42ヶ月を要したのに対し、10万台から20万台までは8ヶ月で達成した。

## 車種
- Neta N01（2018年）
- Neta U（2019年）
- Neta V（2020年）
- Neta S（2021年）
- Neta GT（2023年）